# Sunday Cove Island
Sunday Cove Island är en ö i Kanada.   Den ligger i provinsen Newfoundland och Labrador, i den östra delen av landet, 1 600 km öster om huvudstaden Ottawa. Arean är 22,0 kvadratkilometer.
Terrängen på Sunday Cove Island är platt. Öns högsta punkt är 154 meter över havet. Den sträcker sig 7,6 kilometer i nord-sydlig riktning, och 10,0 kilometer i öst-västlig riktning.
I omgivningarna runt Sunday Cove Island växer i huvudsak barrskog. Trakten runt Sunday Cove Island är nära nog obefolkad, med mindre än två invånare per kvadratkilometer.